# John Bergamo
John Bergamo (Englewood, 28 maggio 1940 – Stati Uniti d'America, 19 ottobre 2013) è stato un percussionista e compositore statunitense. Dal 1970 è stato coordinatore del dipartimento di percussioni presso il California Institute of the Arts.

## Biografia
Nel 1959 Bergamo frequentò la Lenox School of Jazz di Lenox, nel Massachusetts, vicino a Tanglewood, la sede estiva della Boston Symphony. Sotto una borsa di studio studiò batteria con Max Roach; aveva Percy Heath e Kenny Dorham come insegnanti di jazz band, studiò storia e teoria con Gunther Schuller, Marshall Stearns e George Russell ed era compagno di classe di Ornette Coleman e Don Cherry. Nel 1962 Bergamo conseguì una laurea M.M. presso la Manhattan School of Music, studiando percussioni con Paul Price e composizione con Michael Colgrass; seguirono tre estati a Tanglewood e un periodo a New York come musicista freelance.
Nell'autunno del 1964 entrò a far parte dei Creative Associates presso l'Università di Buffalo. Questo gruppo era formato da Lukas Foss, ed i suoi membri comprendevano il percussionista Jan Williams i compositori George Crumb, Sylvano Bussotti, Mauricio Kagel e Fred Myrow, il bassista Buell Neidlinger, l'oboista e sassofonista Andrew White, i cantanti Carol Plantamura, Sylvia Brigham Dimiziani e Larry Bogue, il trombonista Vinko Globokar, il violinista Paul Zukofsky, il clarinettista Sherman Friedlander, il violoncellista Jay Humeston, il pianista Michael Sahl, il violista Jean Depuey e il flautista Karl Kraber.
La Creative Associates esplorava la musica d'avanguardia in una varietà di stili del XX secolo e si esibì regolarmente a Buffalo ed alla Carnegie Hall di New York. Tra i risultati di questo gruppo figurano il primo libro di madrigali di George Crumb, Vibone di Vinko Globokar, Passion Selon Sade di Sylvano Bussotti e Songs from the Japanese di Fred Myrow. Da questo gruppo Bergamo fu coinvolto in altri gruppi più piccoli con Buell Neidlinger, Charles Gayle e Andrew White e in un trio con George Crumb e Paul Zukofsky.
Trasferitosi sulla costa occidentale nel 1968, Bergamo insegnò brevemente all'Università di Washington prima di arrivare a CalArts nel 1970, dove insegnò dall'origine della scuola fino al suo ritiro nel 2005. Sulla costa occidentale studiò anche la batteria indiana del nord e del sud come altre tradizioni di tamburo non europee. Bergamo studiato il tabla con Mahaparush Misra, Shankar Ghosh, Swapan Chaudhuri e il tamburo dell'India del sud con T. H. Subash Chandran, T. H. Vinayakram, T. Ranganathan, Poovalur Srinivasan e P.S. Venkatesan. Bergamo studiò anche la musica classica dell'India del Nord con Ali Akbar Khan all'Ali Akbar College of Music di San Rafael, in California, guidando per un breve periodo come organizzatore di un tour del Khan Sahib alla fine degli anni '60 e più tardi suonando con Ali Akbar Khan su opere di natura contemporanea (come l'album Journey nel 1990). Nel 1979 Bergamo studiò il thavil a Chennai, in India.
Bergamo co-fondò due gruppi di percussioni: The Repercussion Unit nel 1976 con Larry Stein, Ed Mann, James Hildebrandt, Gregg A. Johnson, Paul Anceau e Steven "Lucky" Mosko e The Hands On'Semble con Andrew Grueschow, Randy Gloss e Austin Wrinkle nel 1997.
Nel corso della sua carriera Bergamo ha suonato con Frank Zappa, Nexus, Dave Liebman, Ali Akbar Khan, Lou Harrison, Malcolm Goldstein, Mickey Hart, Emil Richards, Shadowfax, L. Shankar, Glen Velez, Repercussion Unit, Lukas Foss, Gunther Schuller, Walter Quintus, Charles Wuorinen (Il gruppo di musica contemporanea della Columbia University), Shakti con John McLaughlin, Trichy Sankaran e Steve Gadd e partecipò allo spettacolo "World Drums" con Expo 86.
Inoltre si esibì nelle colonne sonore di numerosi film di Hollywood, tra cui Act of Violence, Stati di allucinazione, Gli Orsi vanno in Giappone, Capitolo secondo, Crossroads, L'esorcista II - L'eretico, L'isola del dottor Moreau (1996), Pazzi a Beverly Hills, Riunione di classe, The Perfect Weapon, Popeye, The Possessed, Project X - Una festa che spacca, Un rantolo nel buio, The Scarecrow Sniper, Tarzan, l'uomo scimmia e Chi è Harry Crumb?.

## Discografia
- 1977 - Zappa in New York, Frank Zappa (Barking Pumpkin).
- 1986 - Bergamo, John. On the Edge. (CMP)
- 1990 - Harrison, Lou. Music for Guitar and Percussion

## Filmografia
- 1987 - World Drums. Directed by Niv Fichman. Produced by Rhombus Media.
- 1990 - Bergamo, John. The Art & Joy of Hand Drumming. Directed by Toby Keeler. Brattleboro, Vermont: Interworld Music